# Иван Мечар
Иван Мечар Дуги (Загреб, 27. децембар 1909 — Загреб, 19. март 1943), учесник Народноослободилачке борбе и народни херој Југославије.

## Биографија
Рођен је 27. децембра 1909. године у Загребу, као једно од шесторо деце браварског радника с периферије града. Завршио је основну школу и шест разреда гимназије. Од 1935. године потпуно се посветио раду у организацији Уједињеног радничког синдикалног савеза Југославије, као професионални синдикални функционер. Поред тога је био и веома активан у културно-уметничким радничким друштвима, особито у пекарском друштву „Живежар“. Члан Комунистичке партије Југославије постао је пре рата (1938. или 1939. године).
Након проглашења Независне Државе Хрватске, Иван Мечар је изабран за члана Четвртог рејонског комитета КП Хрватске (подручје центра града). Да би избегао хапшење, јер му је полиција била на трагу, у јесен 1941. године прешао је у илегалност. Тада је кооптиран у Месни комитет КПХ за Загреб, и то најпре као његов члан. Јануара 1942. године преузео је дужност организационог секретара, а децембра исте године, политичког секретара Месног комитета. Ту је дужност вршио све до своје погибије.
Као секретар Месног комитета обављао је низ задатака који су произлазили из потреба практичног рада и руковођења у илегланим условима. Истакао се као организатор ударних група с којима је и лично руководио када се радило о ликвидирању појединих непријатељских агената и провокатора. Сем тога, радио је и на организовању канала којима се одлазило из окупираног града на терен. У вези с тим задатком неколико је пута одлазио и у околицу Загреба, где је са тамошњим руководством Народноослободилачке борбе успостављао пунктове и везе, будући да се мобилизација за партизанске јединице и по темпу и по броју добровољаца из Загреба знатно повећавала. Посебно се истакао у агитационо-пропагандном раду у организовању илегалне технике, у којој је на разним местима у граду умнажао партијски материјал.
Фебруара 1943. године, Мечар је рањен у Кушлановој улици у једном окршају ударне групе којом је руководио. Та је група требало да ликвидира једног провокатора који је открио везе загребачке партијске организације са организацијама на терену преко којих се одлазило у партизане. Пошто није могао да се креће, склоњен је у илеглани стан. Међутим, Мечар није могао да чека на своје потпуно оздрављење. Иако се још увек тешко кретао, 19. марта 1943. године, напустио је илегални стан у Бошковићевој улици и кренуо заједно са Стјепаном Бубанићем, руководиоцем партијске технике у Загребу, на један састанак на Новој Веси. Тамо их је чекала заседа. Два полицијска агента налазили су се у колима заједно с једним провокатором и очекивали долазак њих двојице. Мечар и Бубанић приметили су агенте у Млинарској улици и пошли према Медвешчаку. Бег им је био отежан, јер Мечар није могао да трчи због рањене ноге. У Грегорјанчевој улици их је пресрео стражар, који је чувао кућу неког усташког функционера. Након драматичног бега, двојица загребачких илегалаца покушали су да се пробију оружјем. У оружаном окршају, обојица су погинула.
Указом председника Федеративне Народне Републике Југославије Јосипа Броза Тита, 24. јула 1953. године, проглашен је за народног хероја.